# 김수한
김수한(金守漢, 1928년 8월 20일~2024년 12월 30일)은 대한민국의 정치인이다. 제15대 국회 전반기 국회의장이다. 제7·8·9·10·12·15대 국회의원을 역임하였다. 본관은 안동(安東)이며, 자는 달가(達可), 호는 일성(一聲)이다.

## 학력
- 1948년: 대구고등학교 졸업
- 1952년: 영남대학교 법학 학사
- 1954년: 리쓰메이칸 대학 대학원 법학 석사

### 명예 박사 학위
- 2010년: 경남대학교 정치학 명예박사
- 2014년: 영남대학교 법학 명예박사[2]

## 경력
- 민주당 정책위원장
- 신민당 원내부총무
- 제7대 국회의원(신민당)
- 제8대 국회의원(신민당)
- 신민당 서울특별시지부 지부장
- 제9대 국회의원(신민당)
- 제10대 국회의원(신민당)
- 신한민주당 부총재
- 제12대 국회의원(신민당)
- 통일민주당 창당준비위원회 부위원장
- 통일민주당 중앙상무위원회 의장
- 민주자유당 당무위원
- 민주자유당 고문
- 한일친선협회중앙회 회장
- 제15대 국회 전반기 국회의장(한나라당)
- 제15대 국회의원(한나라당)
- 한나라당 상임고문단 대표
- 한나라당 중앙선거대책위원회 상임고문
- 7.4 전당대회 선거관리위원장
- 김영삼민주센터 이사장
- 새누리당 상임고문단 의장
- 새누리당 대통령후보 경선관리위원회 위원장
- 새누리당 전당대회 선거관리위원회 위원장
- 자유한국당 상임고문단 의장
- 김영삼민주센터 명예이사장
- 한일친선협회중앙회 명예회장
- 대한민국 헌정회 원로회의 의장
- 국민의힘 상임고문

## 서훈 내역
- 1998년: 국민훈장 무궁화장
- 1999년: 훈일등욱일대수장

## 가족 관계
- 아버지: 김성진(金城鎭)
- 어머니: 성주 이씨(星州 李氏)[3] 이진석의 딸[4]
  - 장인: 거창 신씨(居昌 慎氏) 신금석[5]
  - 장모: 경주 김씨(慶州 金氏) 김남현의 딸
    - 처형: 거창 신씨(居昌 慎氏) 신영희[6]
    - 손위동서: 김우경(金遇敬) - 정치인, 제6-7대 국회의원(비례대표)
    - 부인: 신영자 - 신금석의 둘째 딸[7]
      - 아들: 김성동(金盛東) - 정치인, 제18대 국회의원(비례대표)[8]
      - 딸: 김숙향, 김향

## 역대 선거 결과
|  | 3.47% |

|  | 15.03% |

|  | 15.28% |

|  | 32.7% |

|  | 72.28% |

|  | 48.57% |

|  | 61.39% |

|  | 42.97% |

|  | 24.21% |

|  | 30.99% |

|  | 34.5% |

## 소속 정당
| 소속 정당 | 소속 정당  | 소속 기간 | 비고                |
| --------- | ---------- | --------- | ------------------- |
|           | 무소속     | 1955~1957 | 정계 입문           |
|           | 민주혁신당 | 1957~1960 | 창당                |
|           | 무소속     | 1960      | 정당 해산           |
|           | 사회대중당 | 1960~1961 | 창당                |
|           | 무소속     | 1961      | 탈당                |
|           | 신민당     | 1961      | 입당                |
|           | 무소속     | 1961~1963 | 정당 해산           |
|           | 민정당     | 1963      | 창당                |
|           | 무소속     | 1963      | 탈당                |
|           | 국민의당   | 1963~1964 | 입당                |
|           | 민주당     | 1964~1965 | 합당                |
|           | 민중당     | 1965~1966 | 합당                |
|           | 무소속     | 1966      | 탈당                |
|           | 신한당     | 1966~1967 | 창당                |
|           | 신민당     | 1967~1969 | 합당                |
|           | 무소속     | 1969      | 자진 정당 해산      |
|           | 신민당     | 1969~1980 | 정당 재등록         |
|           | 무소속     | 1980~1985 | 정당 해산 정계 은퇴 |
|           | 신한민주당 | 1985~1987 | 창당 정계 복귀      |
|           | 무소속     | 1987      | 탈당                |
|           | 통일민주당 | 1987~1990 | 창당                |
|           | 민주자유당 | 1990~1995 | 합당                |
|           | 신한국당   | 1995~1997 | 당명 변경           |
|           | 한나라당   | 1997~2012 | 합당 정계 은퇴      |
|           | 새누리당   | 2012~2017 | 당명 변경           |
|           | 자유한국당 | 2017~2020 | 당명 변경           |
|           | 미래통합당 | 2020      | 합당                |
|           | 국민의힘   | 2020~2024 | 당명 변경 사망      |

## 같이 보기
- 대한민국 국회의장

### 내용주
1. ↑  참봉공파(叅奉公派)  27세손 한(漢) 항렬.

### 참조주
1. ↑  u.a. (n.d.). “역대 국회의장”. 《대한민국 국회》. 2024년 10월 24일에 원본 문서에서 보존된 문서. 2024년 10월 25일에 확인함. 제15대 1 김수한(金守漢) 1996-07-04~1998-05-29
2. ↑  이은경 (2014년 4월 16일). “김수한 前 국회의장 ‘영남대 명예 법학박사’”. 《영남일보》. 2024년 10월 24일에 원본 문서에서 보존된 문서. 2024년 10월 25일에 확인함.
3. ↑  “일가 족보(1)”. 2025년 5월 22일에 확인함.
4. ↑  “일가 족보(2)”. 2025년 5월 22일에 확인함.
5. ↑  “일가 족보(3)”. 2025년 5월 22일에 확인함.
6. ↑  “일가 족보(4)”. 2025년 5월 22일에 확인함.
7. ↑  “일가 족보(5)”. 2025년 5월 22일에 확인함.
8. ↑  구자홍 (2012년 1월 30일). “[정치] 3代·부자·형제 등 ‘정치 대물림’… 4·11 총선에 남다른 각오”. 《주간동아》. 네이버 뉴스(보존). 2024년 10월 24일에 원본 문서에서 보존된 문서. 2024년 10월 25일에 확인함.